# 鍵冨三作財閥
鍵冨三作財閥（かぎとみさんさくざいばつ）は新潟三大財閥と称された地方財閥の一つ。

## 歴史
維新前後から米穀取引から急成長を遂げ、新潟米穀取引所を設立。新潟は日本有数の米どころであったため、新潟米穀株式取引会社は全盛時の大正時代には商い高は日本海側で最大に達し、地元からは「べいしゃ（米社）」と呼ばれて親しまれていた。
また商業や流通の分野にも手を広げ、鍵三銀行を設立し、莫大な財を築いたことから、新潟三大財閥と称されたが、第二次世界大戦後、GHQ（連合国軍最高司令官総司令部）による財閥解体の指令により解体された。